# Галицький національний природний парк

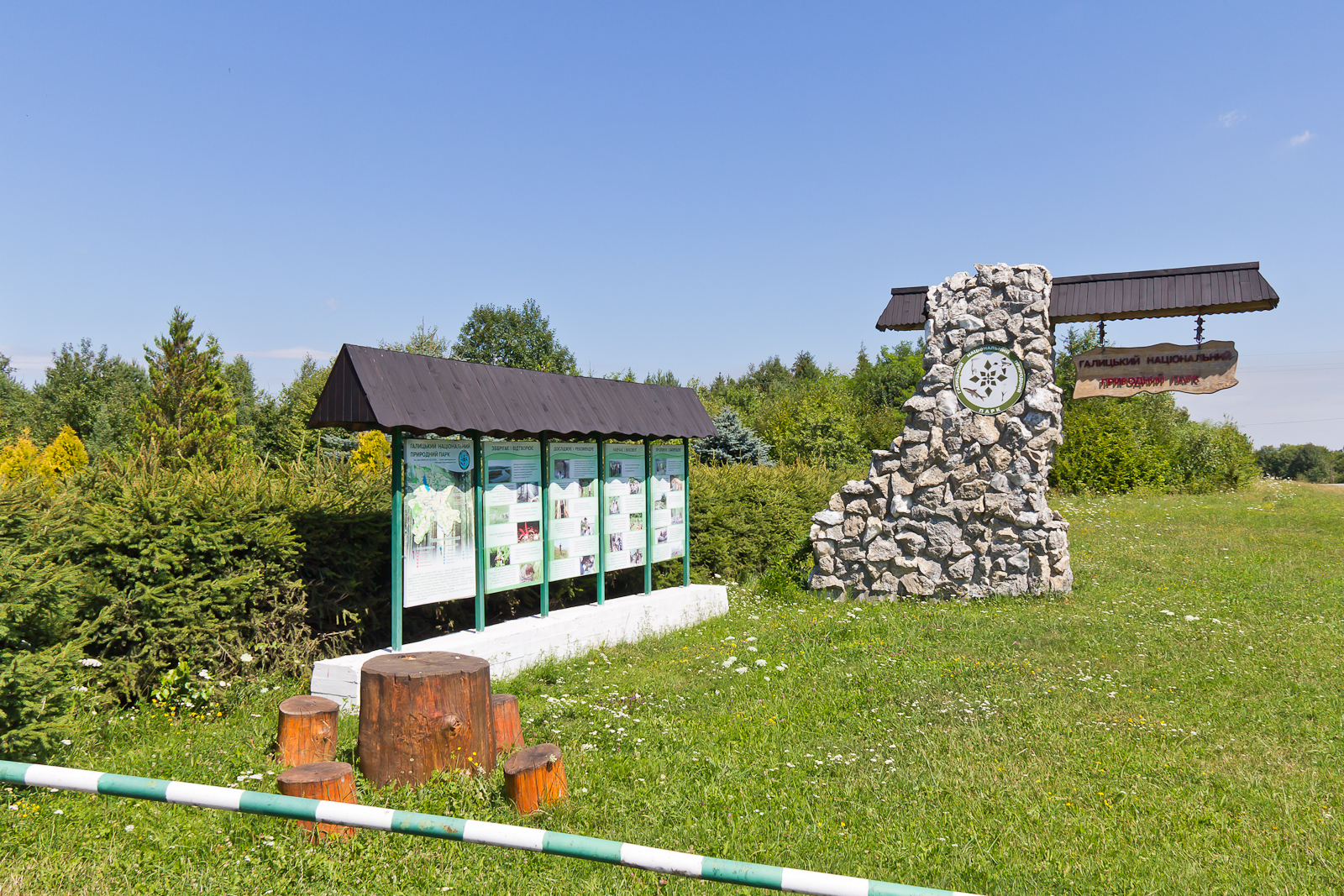
Галицький національний природний парк. Біля входу в головну садибу

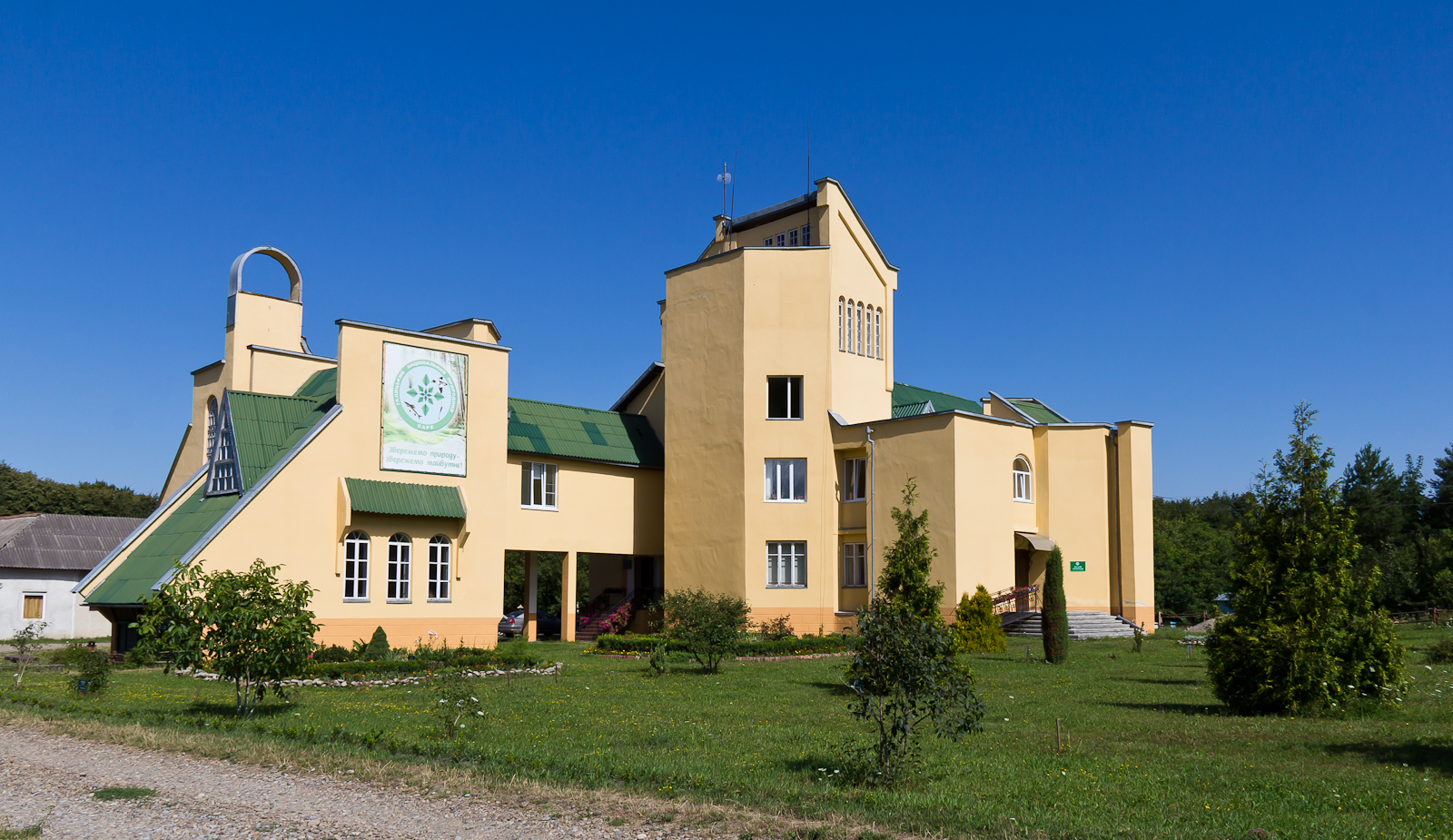
Музей «Природа Землі Галицької»

Га́лицький націона́льний приро́дний парк — природоохоронна територія в Україні, у межах Галицького району Івано-Франківської області.

## Історія
Галицький національний природний парк створений згідно з Указом Президента України Леоніда Кучми від 9 серпня 2004 року на площі 14684,8 га, з яких у постійному користуванні парку перебуває 12159,3 га.
Парк створено з метою збереження, відтворення та раціонального використання типових та унікальних лісових та лісостепових природних комплексів Передкарпаття. Основними напрямками діяльності парку є: охорона екосистем, науково-дослідна робота, туристсько-рекреаційна і еколого-просвітницька діяльність.
Згідно з чинним законодавством на території Галицького національного парку встановлено диференційований режим щодо охорони, відтворення та використання природних комплексів та об'єктів. Його територія розподілена на функціональні зони: заповідну — площею 5105,0 га, регульованої рекреації — 4405,0 га, стаціонарної рекреації — 14,0 га і господарську — 5160,8 га.
Головна садиба парку розташована в місті Галичі. У межах садиби працює музей «Природа Землі Галицької» (адреса: м. Галич, вул. Галич-Гора, 1).
Є колективним членом Асоціації природоохоронних територій України.

## Природні умови
Територія парку розміщена вздовж річки Дністер та пониззі його приток — річок Лімниці, Лукви, Гнилої Липи. До складу території парку включено лісові урочища (загальною площею близько 11 тис. га), водно-болотні угіддя (площа водного дзеркала — 4096 га), ділянки з цінними угрупованнями лучно-степової рослинності, геологічні утворення.
Широке різноманіття ландшафтів лівобережжя Дністра зумовлене розвитком ерозійних, гравітаційних і карстових процесів. Для річок Гнила Липа, Нараївка, Бебелка характерний розвиток V-подібних долин. Їх межиріччя глибоко розчленовані, на вододілах і схилах переважають світло-сірі опідзолені ґрунти з лучно-степовою рослинністю і невеликими масивами дубово-грабових лісів. У нижній течії Гнилої Липи і вздовж лівобережжя Дністра значну площу займають низькі тераси, складені суглинисто-лесовими відкладами, з лучними і чорноземно-лучними ґрунтами, де переважають агроландшафти.
Для правобережжя Дністра характерні ландшафти терасованих суглинисто- і лесово-галькових межирічь р. Лімниця-Бистриця. Тут розповсюджені масиви дубово-букових лісів і розорані ділянки на дерново-підзолистих ґрунтах різного ступеня оглеєності. Уздовж долин річок Лімниця, Луквиця, Луква в піщано-галькових заплавах розвинена лучна рослинність і верболози чагарники, а на суглинисто-галькових низьких терасах з дерново-опідзоленими оглеєними ґрунтами широко розповсюджені агроландшафти.

## Біота
Розташування парку на стику трьох фізико-географічних країн (Опілля, Галицька улоговина та Передкарпаття) сприяло збереженню унікального генофонду рослинного і тваринного світу — тут трапляються як подільські, так і карпатські види. На території мешкає близько 5 тис. видів тварин (з них 355 видів хребетних) і виявлено 700 видів вищих судинних рослин. У межах парку зареєстровано 45 видів рослин і 48 видів тварин, занесених до Червоної книги України.
На степових ділянках «Касова Гора» та «Каменя» виявлено 25 видів рослин і 8 видів тварин, занесених до Червоної книги України, описано шість рідкісних степових угруповань, занесених до Зеленої книги України: формації ковили волосистої, ковили найкрасивішої, ковили пірчастої, ковили вузьколистої, костриці бліднуватої, осоки низької. Тут охороняються, крім чотирьох видів ковили, також зіноваті подільська та Пачоського, дев'ятисил осотовий, сон великий, очиток застарілий тощо, а також «червонокнижні» тварини: пугач, тхір степовий і горностай.

### Рослинність
Тут зростають типові та рідкісні лісові рослинні угруповання, занесені до Зеленої книги України: група асоціацій дубових лісів ліщинових, асоціації грабово-дубового лісу плющевого та маренниково-плющевого, грабово-дубового лісу волосистоосокового та яглицевого (старі типові насадження), липово-дубових та кленово-липово-дубових лісів волосистоосокових та яглицевих (типові угруповання), асоціація букового лісу барвінкового.
Охороняються водні угруповання, занесені до Зеленої книги України: формація сальвінії плавучої, глечиків жовтих, водяного горіха, плавуна щитолистого.

### Флора
Унікальні букові ліси на лівобережжі Лімниці з безліччю карстових скель, лійок і печер вапнякового походження та 80-літні діброви з дуба звичайного, заболочене урочище «Корчева», глибоководне карстове лісове озеро «Сімлин» надають паркові неабиякої привабливості й цінності. Тут охороняються «червонокнижні»: підсніжник білосніжний, білоцвіт весняний, билинець комарниковий, цибуля ведмежа, рябчик великий, любка дволиста, лілія лісова, пальчатокорінники Фукса і травневий, місячниця гірська, зозулині черевички і булатка великоквіткова.
У Галицькому НПП виявлено одну із найрідкісніших орхідей України — Офрис бджолоносний
На водно-болотних угіддях серед рідкісних видів рослин зростають плавун щитолистий, сальвінія плавуча і водяний горіх.
Панівним типом рослинності в минулому на території парку були дубові й букові ліси. На сьогодні в регіоні ліси займають близько 11 тис. га. Це, переважно, похідні дубово-грабові й дубові (представлені дубом звичайним та дубом північним) ліси, букові діброви. В дубових і дубово-грабових лісах перший ярус сформований дубом звичайним та дубом північним, другий — грабом звичайним. Тут ростуть клен гостролистий, явір, липа серцелиста, ясен звичайний, в'яз голий, бук лісовий, рідко трапляється ялиця біла, ялина європейська. Підлісок представлений в основному ліщиною звичайною, видами глоду, бруслиною європейською, бруслиною бородавчастою, калиною цілолистою, свидиною кров'яною, видами шипшини та ін. У трав'яному покриві в дубових лісах ростуть види осоки, яглиця звичайна, підмаренник запашний, зірочник гайовий, квасениця звичайна, орляк, веснівка дволиста, апозерис смердючий, герань лісова, герань темна, барвінок малий, купина кільчаста, тирлич ваточниковий тощо. Дубово-грабові ліси приурочені до добре дренованих вологих світло-сірих і сірих опідзолених суглинистих ґрунтів на підвищеннях рельєфу з хвилястою розчленованою поверхнею. Це дуже затінені густі насадження з погано вираженим підліском та трав'яним ярусом. У таких лісових масивах трапляються вапнякові та гіпсові відслонення, трапляються карстові западини з глибокими підземними печерами.
В дубових і дубово-грабових лісах яскраво виражена присутність ранньовесняних ефемероїдів — це підсніжник білосніжний, білоцвіт весняний, що занесені до Червоної книги України, пшінка весняна, зірочки жовті, анемона жовтецева, анемона дібровна, ряст порожнистий, ряст ущільнений, зубниця бульбиста, зубниця залозиста, медунка темна, медунка лікарська та ін. З рідкісних зникаючих видів, занесених до Червоної книги України, у дубових та дубово-грабових лісах ростуть лілія лісова, скополія карніолійська, любка дволиста, любка зеленоквіткова, коручка пурпурова, коручка чемерникоподібна, зозулині сльози яйцеподібні, булатка великоквіткова.
Букові ліси на території ГНПП представлені кількома невеликими масивами. В їх деревостані беруть участь дуб звичайний, граб звичайний, липа серцелиста, ясен звичайний та ін. У підліску ростуть ліщина звичайна, калина цілолиста, вовчі ягоди звичайні, бруслина бородавчаста, бруслина європейська. Травостій формують підмаренник запашний, види осоки, яглиця звичайна, копитняк європейський, медунка темна, медунка лікарська, зірочник гайовий, зеленчук жовтий, барвінок малий, купина кільчаста, квасениця звичайна та ін. З раритетних видів, занесених до Червоної книги України, у букових лісах трапляються підсніжник білосніжний, білоцвіт весняний, цибуля ведмежа, лілія лісова, любка дволиста, любка зеленоквіткова, коручка пурпурова, коручка чемерникоподібна, зозулині сльози яйцеподібні, астранція велика, місячниця гірська.
Велику наукову і природоохоронну цінність на території ГНПП мають осередки лучно-степової флори та наскельні степи, що формуються на південних схилах опільських горбистих пасом з відслоненнями на денну поверхню карбонатних порід та гіпсів. Осередки чистого гіпсу у вигляді кристалічного гіпсангідриту на території парку є ендемічними та рідкісними і представлені особливим різновидом грубозернистого, у вигляді щільно стиснутих плиточок гіпсу. Утворення цієї характерної для Опілля породи відбулося під час висихання теплого міоценового моря, яке вкривало цю територію багато мільйонів років тому, внаслідок перенасичення в його водах концентрації сульфату кальцію. З відступом моря, теплоємні гіпсові товщі древніх морських берегів опинилися на денній поверхні і стали реліктовими рідкісними осередками зростання давньої середземноморської флори. Нині на південних схилах гіпсових горбів збереглися осередки древньої теплолюбної флори, представлені унікальними наскельними степами та кальцифільними остепненими луками, що мають надзвичайно високу природоохорону регіональну цінність у зв'язку з тим, що на території ГНПП вони перебувають в екстремальних умовах антропогенного навантаження і синантропізації природної флори, що обумовлює поступове зникнення цих древніх видів рослин. Флора і рослинність регіональних реліктових екстразональних лучно-степових ділянок надзвичайно багаті, різноманітні й своєрідні. У травостої трапляються рідкісні види, що занесені до Червоної книги України та потребують найпильнішої охорони, це сон великий, анемона розлога, билинець комарниковий, зіновать Блоцького, зіновать Пачоського, зіновать подільська, зозулині черевички справжні, траунштейнера куляста, зозулинець шоломоносний, зозулинець салеповий, любка дволиста, дев'ятисил татарниколистий, дев'ятисил осотовий, молочай волинський, лілія лісова, костриця бліднувата, очиток застарілий, ковила найкрасивіша, ковила волосиста, ковила вузьколиста, ковила пірчаста, рутвиця смердюча.

### Фауна
За приблизними оцінками фахівців, на території Парку можна виявити не менше 12—15 тисяч видів комах. Згідно з попередніми даними і прогнозами ентомологів, лише одних метеликів — денних й нічних разом, буде виявлено близько 700—800 видів, а жуків — 1500—2000 видів.
З водно-болотних угідь найціннішими в науковому і природоохоронному плані є Бурштинське водосховище, річка Дністер та риборозплідні ставки. Ці водойми відіграють важливе значення для збереження видового багатства птахів. Під час міграцій тут скупчується до 20 тис. особин птахів 85 видів, на зимівлі реєструється до 3,5 тис. особин птахів 40 видів, на території парку розмножується 57 видів птахів.
У Галицькому НПП виявлено першу гніздівлю рідкісного виду птахів косаря у Верхньому Подністров'ї.
Червонокнижні представники тваринного світу — борсук, сова довгохвоста, підорлик малий, лелека чорний та інші.
Типовими «червонокнижними» представниками тваринного світу, життя яких пов'язане з водоймами, є: стерлядь, вирезуб, харіус європейський, чернь білоока, гоголь, крохаль довгоносий, скопа, кроншнеп великий, видра річкова тощо.
В лісових масивах типовими мешканцями є олень благородний, сарна європейська, свиня дика, нориця руда, мишак жовтогорлий, вивірка звичайна, вовчки сірий та лісовий, борсук, куниця лісова і лисиця звичайна, рясоніжки велика та мала, мідиця звичайна, їжак європейський.
Траплялися випадки зустрічі рідкісних ведмедя бурого та кота лісового. На відкритих просторах чисельними є хом'як звичайний, заєць сірий, тхір чорний, ласиця, куниця кам'яна, кріт європейський. З рідкісних трапляються горностай і тхір степовий. Для водно-болотних біотопів типовими є ондатра, щур водяний, видра річкова, дуже рідко можна натрапити на норку європейську. В результаті досліджень, проведених інженером Інституту екології Карпат НАН України А.-Т. Баштою, у межах парку виявлено 9 видів кажанів: нічниці велика і водяна, пергач пізній, нетопири карликовий та лісовий, вечірниця дозірна, вухань звичайний, широковух європейський, а в одній із печер виявлена репродуктивна колонія (утворена тільки самками) підковика малого чисельністю близько 160 особин.
Орнітофауну, як одну з найважливіших складових екосистем парку, цілеспрямовано почали досліджувати наприкінці ХХ ст. Загалом, у 1984—2006 роках тут виявлено 242 види птахів, які належать до 54 родин 18 рядів. Своєрідною особливістю цього регіону є переважання не горобиних (147 видів — 61 %) над горобиними (95 видів — 39 %), що зумовлене високою мозаїчністю біотопів, наявністю різних типів водойм. Тут спостерігається значне домінування гніздових (з 10-ма ймовірно гніздовими видами) — 160 (66 % від загальної кількості сучасної орнітофауни парку), над не гніздовими — 82 (34 %). Осілими є 55 (23 %) видів, 38 (16 %) — пролітними, 104 (43 %) — перелітними, 20 (8 %) — залітними, 9 (4 %) літуючими 5 (2 %) — випадково літуючими, 21 (9 %) — зимуючими. Також, виявляли 36 (15 %) видів, котрі випадково залишались зимувати.
Плазуни парку представлені черепахою болотяною, гадюкою звичайною, мідянкою, вужем звичайним, ящірками прудкою і живородною, веретільницею ламкою.
Земноводні парку представлені: тритонами звичайним, гребенястим і карпатським, саламандрою плямистою, джерлянками жовточеревою і червонодеревою, ропухами сірою та зеленою, часничницею, краковкою звичайною, жабами трав'яною, ставковою, їстівною, озерною, гостомордою.
У водоймах, що в межах парку, виявлено одного представника круглоротих — міногу українську і 56 видів риб. У річках водяться щука звичайна, плітка, вирезуб, головень європейський, ялець, в'язь звичайний, гольян звичайний, краснопірка, білизна, вівсянка, підуст, пічкур звичайний, пічкур дністровський довговусий, марена звичайна, марена балканська, верховодка звичайна, бистрянка, плоскирка звичайна, лящ звичайний, синець, клепець, рибець звичайний, чехоня, гірчак звичайний, короп звичайний, голець звичайний, щипавка звичайна, в'юн звичайний, сом європейський, вугор річковий, минь річковий, колючка триголкова, судак звичайний, окунь річковий, йоржі звичайний та носар, бичок-головань, бички кругляк, пісочник і гонець, бабець звичайний, бабець строкатоплавцевий. Тільки у Дністрі трапляються стерлядь, чоп великий (в минулому виявляли севрюгу і шипа), а в Лімниці — форель струмкова, харіус європейський, щипівка гірська. Для дністрових стариць характерні: лин озерний, карасі звичайний і сріблястий, бичок-ратан. У риборозплідних господарствах (ставки, водосховище) розводять коропа, товстолоба, амура білого.

## Стан охорони біорізноманіття
Працівниками Галицького національного природного парку за період функціонування установи було здійснено ряд заходів спрямованих на охорону та відтворення чисельності рідкісних видів птахів парку:
– спорудження дуплянок для довгохвостої сови;
– ремонт гнізд хижих птахів та чорного лелеки;
– закриття полювання на риборозплідних ставках (господарська зона парку), де трапляється білоока чернь;
– природоохоронна пропаганди в ЗМІ, загальноосвітніх та вищих навчальних закладах, серед працівників рибних господарств; 
– посилення контролю за здійсненням господарських заходів на водоймах, у лісових масивах, інших природних об'єктах з метою запобігання нанесення шкоди орнітофауні;
– застосування сучасних наукових розробок у веденні мисливського господарства;
– проведення більш детальних обстежень території парку, та околиць, для виявлення місць репродукції видів, стан популяцій яких викликає занепокоєння, з метою подальшої їх охорони.

### Території природно-заповідного фонду у складі НПП «Галицький»
Нерідко, оголошенню національного парку або заповідника передує створення одного або кількох об'єктів природно-заповідного фонду місцевого значення. В результаті, великий НПП фактично поглинає раніше створені ПЗФ. Проте їхній статус зазвичай зберігають.
До складу території національного природного парку «Галицький» входять такі об'єкти ПЗФ України:
- Пам'ятка природи загальнодержавного значення «Касова гора» (комплексна).

## Центр реабілітації диких тварин
У Галицькому національному природному парку з метою реабілітації і подальшого повернення у природу представників місцевої фауни, які потрапили в біду, з 2007 року працює центр реабілітації диких тварин. Сюди приймають тільки хворих, або скалічених за різних обставин, а також молодих тварин, котрі не можуть самі добувати їжу і в дикій природі приречені на загибель.
Ведеться журнал спостережень за поведінкою тварин у неволі, проводиться їхнє щеплення і лікування. Створюються належні умови їх перебування, максимально наближені до їхнього існування у дикій природі. Після лікування та реабілітації на волю випускаються лише ті тварини, які знову зможуть жити у звичному для себе середовищі.
При бажанні можна ближче поспілкуватись з мешканцями центру реабілітації диких тварин, і навіть погодувати маленького дикого оленятка із пляшечки.
Докладніше: Центр реабілітації та реінтродукції диких тварин "Галицький"

## Музей «Природа Землі Галицької»
У 2008 році відкрито музей «Природа Землі Галицької». Експозиція представлена у трьох залах загальною площею 80 м².

## Туристичні атракції

### Туристичні маршрути
1. Маршрут «Камінь» — «Сімлин»
2. Маршрут «До Галичинських Печер»
3. Маршрут «До Подільських Печер»
4. Маршрут «На Замкову Гору»
5. Маршрут «На Крилоську Гору»

### Еколого-пізнавальні стежки
1. Стежка «По Діброві»
2. Стежка «На Касову Гору»
3. Стежка «На Бурштинське водосховище»